# Động đất năm 1797 tại Riobamba
Trận động đất năm 1797 tại Riobamba diễn ra lúc 12:30 UTC vào ngày 4 tháng 2 năm 1979. Nó phá hủy thành phố Riobamba cùng nhiều thành phố khác trong thung lũng Interandean, thiệt hại tới 40,000 người. Ước tính mức độ tại tâm chấn đạt ít nhất mức XI (Extreme) theo thang đo Mecalli, tương đương 8.3 độ Richter, mạnh nhất từ trước đến giờ tại Ecuador. Trận động đất này được nghiên cứu bởi Alexander von Humboldt khi ông thăm khu vực này vào năm 1801/2.

## Đặc điểm
Rung lắc diễn ra trong khoảng ba đến bốn phút. Ước tính chiều dài rạn nứt của trận động đất này là 70.3 km, với fault azimuth 067°.

## Sau đó
Thành phố Riobamba được xây dựng lại 20 km phía đông bắc khu vực cũ, nơi hiện nay có một ngôi làng nhỏ tên Cajabamba.